# Le Paradis (film, 2023)
Pour les articles homonymes, voir Paradis (homonymie).
Pour plus de détails, voir Fiche technique et Distribution.
Le Paradis est un film belgo-français réalisé par Zeno Graton, sorti en 2023.
Il s'agit du premier long métrage du réalisateur, présenté en avant-première mondiale dans la catégorie « Generation 14plus » à la Berlinale 2023.

## Synopsis
Joe a 17 ans, et il va bientôt sortir du centre éducatif pour mineurs délinquants. Il tombe sur un nouveau détenu, William, qui emménage dans la cellule voisine. Après une timide rencontre, ils finissent par être amoureux l'un de l'autre, et, ensemble, doivent à nouveau enfreindre la loi pour un avenir commun.

## Fiche technique
Sauf indication contraire, les informations mentionnées dans cette section peuvent être confirmées par les bases de données cinématographiques IMDb, Allociné et Unifrance,  présentes dans la section « Liens externes ».
- Titre original : Le Paradis
- Titre international : The Lost Boys[2]
- Réalisation : Zeno Graton
- Scénario : Clara Bourreau et Zeno Graton
- Musique : Bachar Mar-Khalifé[2]
- Décors : Guillaume Orain Audooren
- Costumes : Tine Deseure
- Photographie : Olivier Boonjing
- Son : Romain Cadilhac et Rym Debbarh-Mounir[2]
- Montage : Arnaud Batog et Nobuo Coste[2]
- Production : Priscilla Bertin, Valérie Bournonville, Judith Nora et Joseph Rouschop
- Sociétés de production : Menuetto Film et Tarantula Belgique ; Silex Films (coproduction française)
- Sociétés de distribution : O'Brother Distribution (Belgique), Rezo Films (France)
- Pays de production :  Belgique /  France
- Langue originale : français
- Format : couleur
- Genre : drame
- Durée : 83 minutes
- Dates de sortie :
  - Allemagne : 19 février 2023 (Berlinale)
  - Belgique, France : 10 mai 2023

## Distribution
- Khalil Gharbia : Joe
- Julien de Saint Jean : William
- Eye Haïdara : Sophie
- Jonathan Couzinié : Ilyas
- Samuel Di Napoli : César
- Matéo Bastien : Tom
- Nlandu Lubansu : Yanis
- Amine Hamidou : Fahd
- Terry Ngoga : Tiago

## Production
Le tournage commence le 4 octobre 2021 dans une institution publique de protection de la jeunesse (IPPJ) à Fraipont, en Région wallonne, ainsi que dans le campus De Zande à Ruiselede, en Région flamande,. Il s'achève le 23 novembre.
La musique du film est composée par Bachar Mar-Khalifé.

## Distinctions

### Récompenses
- Festival du film Lovers 2023 de Turin : Prix du meilleur long métrage
- Festival La Ciotat Berceau du cinéma 2023 : Prix du public du meilleur long métrage

### Nominations et sélection
- Berlinale 2023 — section « Generation 14plus »[9] :
  - Ours de cristal du meilleur film
  - Prix GWFF du meilleur premier long métrage
- Festival du cinéma francophone de Málaga[10]:
  - Prix du meilleur film
- 49e cérémonie des César[11] :
  - Révélations masculines 2024 : Khalil Gharbia et Julien de Saint Jean